# Angsholmasjön
Angsholmasjön är en sjö i Hässleholms kommun i Skåne och ingår i Helge ås huvudavrinningsområde. Sjön har en area på 0,071 kvadratkilometer och ligger 103,7 meter över havet.

## Delavrinningsområde
Angsholmasjön ingår i det delavrinningsområde (623314-136599) som SMHI kallar för Ovan Hörlingeån. Medelhöjden är 119 meter över havet och ytan är 92,46 kvadratkilometer. Det finns ett avrinningsområde uppströms, och räknas det in blir den ackumulerade arean 129,88 kvadratkilometer. Hörlingeån (Röke å) som avvattnar avrinningsområdet har biflödesordning 3, vilket innebär att vattnet flödar genom totalt 3 vattendrag innan det når havet efter 89 kilometer. Avrinningsområdet består mestadels av skog (56 procent), öppen mark (12 procent), jordbruk (19 procent) och sankmarker (11 procent). Avrinningsområdet har 0,44 kvadratkilometer vattenytor vilket ger det en sjöprocent på 0,5 procent. Bebyggelsen i området täcker en yta av 0,82 kvadratkilometer eller 1 procent av avrinningsområdet.